# نبت تاوي
نبت تاوي، هي أميرة وملكة مصرية قديمة غير حاكمة أو زوجة ملك عاشت خلال عهد الأسرة التاسعة عشرة، وهي ابنة الملك رعمسيس الثاني وإحدى زوجاته الملكيات العظميات الثماني.

## حياتها
قد تكون الملكة نبت تاوي ابنة الملك رمسيس الثاني من أحب زوجاته إليه الملكة نفرتاري مرن موت، ولكن هذا ليس مؤكدا بأي حال من الأحوال. وتظهر نبت تاوي في معبد أبو سمبل الكبير. فعلى التمثال الجنوبي الثاني أمام المعبد تظهر كملكة مع غطاء رأس من الشعر المستعار المميز للملكات، وتاج اسطواني بسيط إلى حد ما وريشتان. وبنت عنتا (ترتدي أيضا ملابس الملكات) تقف عند الساق اليسرى من التمثال الجنوبي الثاني، ونبت تاوي عند الساق اليمنى، والأميرة إست نفرت الثانية تقف أمام التمثال.
وتظهر نبت تاوي في الترتيب خامسةً في موكب البنات الملكيات - أو قائمة بنات الملك رمسيس الثاني - كما هو منقوش في المعبد الكبير في أبو سمبل. فتظهر خلف بنت عنتا وباكموت ونفرتاري ومريت آمون، والأميرات كلهن تحملن الشخشيخة المقدسة للإلهة حتحور.
نبت تاوي لا تظهر في المعبد الصغير في أبو سمبل. بينما تم تمثيل الملكة نفرتاري والأميرتين مريت آمون وحنوت تاوي على واجهة هذا المعبد.
وبعد بنت عنتا ومريت آمون، كانت نبت تاوي الثالثة بين بنات الملك رمسيس الثاني التي تتزوج به (ربما بعد وفاة مريت آمون)، و قد كانت نبت تاوي هي الزوجة الملكية العظمى عندما باشر والدها في الزواج الدبلوماسي مع الملكة مات نفرو رع، ابنة الملك الحيثي خاتوسيلي الثالث، في العام 33 أو 34 من حكمه. وقد قامت نبت تاوي مع أختها غير الشقيقة بنت عنتا بالطقوس التي يتوجب على الملكة المصرية القيام بها.

## ألقابها
- ربة الأرضين.
- زوجة الملك العظمى.
- سيدة الجنوب والشمال.
- ابنة الملك.
- ابنة الملك من جسده وحبيبته.[5]

## مدفنها
دفنت الملكة نبت تاوي في المقبرة رقم QV60 في وادي الملكات. تم نهب محتويات هذه المقبرة في العصور القديمة، وقد استخدمت المقبرة في وقت من الأوقات ككنيسة مسيحية فتم تغطية معظم صور الآلهة بالطين ورسمت الصلبان بالحبر الأحمر على الحوائط كما تم بنا حائط فاصل داخل المقبرة لعمل مساحة خاصة للعبادة، كما وجدت بعض أجزا الفخار من الفترة الإسلامية الأولى تشي بأن هذه المقبرة استخدمت كملجأ في القرن 8 م للمسلمين كذلك. وفي واحد من مشاهد هذه المقبرة، نرى نبت تاوي ترتدي غطاء رأس خاص مكون من تاج على شكل نسر مع الصل المقدس (رمزي الإلهتين نخبت وواجيت على الترتيب)، وفوق كل هذا تاج اسطواني مع عدد من الأزهار، وتكوين غطاء الرأس الخاص هذا لا يشاهد إلا مع الملكة نبت تاوي، والملكة إست تاحمجرت (المقبرة رقم QV51 - وقت رمسيس الثالث والرابع) والملكة تيتي (المقبرة QV52 - الأسرة العشرون). ومن غير المعروف ما المعنى الدقيق لهذا التاج الملكي بالتحديد. وكانت نسخة سابقة من هذا التاج ترتديها الأميرة/الملكة سات آمون، زوجة وابنة الملك أمنحتب الثالث. وبالتالي يمكن أن تكون إشارة إلى منصبها كأميرة وملكة في ذات الوقت.